# City Hunter: La conspiración del millón de dólares
City Hunter: Million Dollar Conspiracy (シティーハンター 百万ドルの陰謀 Hyakuman Dollar no Inbou?), en español City Hunter: La conspiración del millón de dólares, es una película de 45 minutos basada en el manga City Hunter de Tsukasa Hojo.
Se estrenó en los cines de Japón el 25 de agosto de 1990 conjuntamente con City Hunter: Bay City Wars. Fue transmitida por el canal de pago Locomotion en sus señales de América Latina e Iberia, en idioma original con subtítulos. En España, Jonu Media licenció las películas para su distribución en DVD con doblaje realizado en dicho país, y posteriormente estos fueron emitidos por el canal Buzz.

## Argumento
Emily, una joven perteneciente a Los Ángeles, huye a Japón en busca de los servicios de guardaespaldas de Ryo debido a que intentan matarla. Por ello, está dispuesta a pagarle 1 millón de dólares.
No obstante, esto resulta ser una tapadera ya que quieren usar a Ryo como cebo para el criminal Douglas, pues este lo hizo su próximo objetivo.
Mientras, Emily busca también su venganza sobre este criminal, pues fue el responsable de la muerte de su hermano.

## Personajes

### Serie
- Ryo Saeba (冴羽獠 Saeba Ryo?)
- Kaori Makimura (槇村香 Makimura Kaori?)
- Umibōzu (海坊主?)
- Saeko Nogami (野上冴子 Nogami Saeko?)
- Miki

### Únicos de la película
- Emily
- Douglas